# Glosar de sociologie
Acest glosar conține termeni din sociologie și antropologie.

## A
- abandon istoric - desolidarizarea unei populații față de istoria dominatoare, ceea ce contravine intereselor proprii.
- abilitism (sau ableism) - set de atitudini, practici și structuri sociale care defavorizează, marginalizează sau discriminează persoanele cu dizabilități.
- acceptanță - fază a unui dialog sau a unei relații interpersonale, realizată pe baza încrederii, afinității ori a consensului de idei; accepție, sens.
- accident - eveniment fortuit cu consecințe neplăcute pe plan fizic, mental sau material.
- accivilizație - proces de schimb inegal, cu adaptare unilaterală sau reciprocă între două forme de civilizație, deosebite prin conținut și formă, care au intrat în contact.
- acomodare socială - modificare a relațiilor dintre (grupuri de) persoane care are loc (conștient) în scopul reducerii stărilor de încordare sau conflictuale.
- activitate - ansamblu de acte fizice, intelectuale, morale etc. făcute în vederea unui anumit rezultat; folosire sistematică a forțelor proprii într-un anumit domeniu, participare activă și conștientă la ceva; muncă, ocupație, îndeletnicire
- acționalism - grup de concepții sociologice, a căror trăsătură comună o constituie promovarea principiului acțiunii sociale ca punct de plecare al oricărei cercetări sociologice.
- acțiune - proces, delimitat în timp, individual sau colectiv, de realizare a unui obiectiv suficient de clar formulat la nivelul conștiinței autorului.

- acțiune afirmativă - măsuri și politici adresate unui grup vulnerabil cu scopul de a corecta inegalități structurale sau istorice; exemple: cotele de gen în unele parlamente (un anumit procent să fie femei) sau locurile destinate în școli pentru anumite minorități.
- acțiune colectivă - tip de acțiune socială rezultat dintr-un număr nedeterminat de acțiuni individuale.
- acțiune socială - o activitate umană cu efecte semnificative în cadrul vieții sociale.

- acultural - care nu are noțiunea de cultură; neafectat de cultură.
- aculturație:

- complex de transformări care au loc în planul culturii materiale și spirituale (privind modalitatea de a munci și a gândi, de a se comporta și de a judeca etc.) a unei populații mai mici, ca urmare a contactului cu o altă populație aflată pe o treaptă superioară de dezvoltare;
- adaptare a unui individ (sau a unui grup) la un nou mediu sociocultural; vezi și adaptare la mediul social.
- acumulare culturală - proces de creștere culturală, prin care se adaugă trăsături culturale sau elemente noi, datorită invenției, descoperirii sau împrumutului.
- adaptare la mediul social - capacitatea unei persoane de a se integra și a se ajusta la cerințele, valorile și normele societății în care trăiește; vezi și: congruență, aculturație.
- adolescență - perioadă din viața omului cuprinsă între vârsta pubertății (11-12 ani) și cea adultă (18-20 de ani), marcată de transformări corporale (în special sexuale) și psihologice, datorită faptului că sistemul neurovegetativ și cel endocrin ajung în faza lor finală de dezvoltare.
- adopție - actul prin care cineva devine părintele legal al unui copil care nu este propriul său descendent natural; sinonim: înfiere.
- afinitate - gradul de atracție sau legătură dintre doi sau mai mulți membri ai unui grup și care poate fi definită ca o simpatie sau o afecțiune reciprocă între indivizi, bazată pe valori, interese sau trăsături comune.
- ageism - stereotipismul și discriminarea împotriva indivizilor și grupurilor de oameni în vârstă.
- anchetă (sociologică) - metodă empirică de cercetare care constă în chestionarea unui număr semnificativ de persoane, posesoare de informații privitoare la un anumit tip de fapte.

- anchetă a utilizării timpului - măsurarea utilizării timpului, în special în raport cu munca plătită și neplătită, cu activitățile comerciale și necomerciale, cu timpul liber și personal.

- androcentrism - ideologie care consideră masculinul și experiențele masculine ca normă pentru comportamentul și realizările umane.
- angajament social⁠(d) - tip de acțiune socială⁠(d) care constă în implicarea activă și responsabilă a unei persoane, a unui grup sau a unei organizații în problemele și nevoile comunității, în scopul de a contribui la bunăstarea socială⁠(d), dezvoltarea comunitară sau soluționarea unor probleme sociale.[necesită citare]
- antifeminism - curent de idei, atitudini sau acțiuni care se opun feminismului, cu multiple nuanțe, de la conservatorism moderat până la ostilitate radicală față de ideea de egalitate de gen.
- antropofagie - folosire a cărnii omenești ca hrană; sinonim: canibalism.
- apartenență etnică - sentimentul de identificare cu o anumită grupă etnică, bazată pe caracteristici culturale și sociale, cum ar fi limba, religia, tradițiile, obiceiurile și istoria comună.
- asertivitate - formă de interacțiune socială care reflectă un echilibru între afirmarea propriei identități și normele colective, favorizând comunicarea eficientă și relațiile funcționale în cadrul grupurilor sau al societății.
- asimilare - proces de integrare a unor indivizi într-o societate, astfel încât individul devine asemănător membrilor societății, renunțând la deosebirile semnificative pe plan cultural, social și moral.
- asistență socială - sprijinire materială a persoanelor care nu sunt apte de muncă și nu beneficiază de drepturile conferite în cadrul asigurărilor sociale.

## B
- baby-sitter - persoană angajată pentru a îngriji, a supraveghea copiii în timpul în care părinții nu sunt acasă.
- barbarie:

- stare rudimentară de dezvoltare socială și culturală în care se află un popor, un grup de oameni, un om; (înv.) barbarism; sălbăticie;
- concepție, atitudine, comportare etc. care arată lipsă de respect, dispreț, ură față de cultură și civilizație; faptă care rezultă dintr-o asemenea concepție.
- barieră socială - ceea ce face dificil sau imposibil accesul dintr-o grupare socială ierarhic inferioară într-o grupare socială superioară.
- bashing - formă de eliberare emoțională sub formă de lovire sau de denigrare a unei persoane sau a unui obiect și care se desfășoară în public sau pe o rețea socială virtuală.
- băiat- copil de sex bărbătesc.
- bărbat - persoană adultă de sex masculin.
- bebeluș - vezi sugar.
- beotism - lipsă de gust, de preocupări intelectuale; vulgaritate, bădărănie.
- biculturalism - coexistență a două culturi naționale, implicând contactul a două limbi în aceeași țară.
- bifamilial - care aparține la două familii (de exemplu locuința).
- biosociologie - teorie potrivit căreia factorul biologic, redus la noțiunea de rasă, este determinant în dezvoltarea socială.
- boomer - generație de oameni născuți între anii 1946 și 1964 și care se află după silent generation și înaintea generației X.
- bullying - comportament ostil, repetat, într-un anumit context social, care are ca efect atingerea demnității unei persoane sau intimidarea, ofensarea acesteia.
- bunăstare socială - prosperitate a societății sau a comunității în ansamblul ei.
- bunătate - tip de comportament marcat de acte de generozitate, considerație sau preocupare pentru ceilalți, fără a aștepta laude sau recompense.
- bun-simț - termen descrie ceea ce este considerat ca fiind larg acceptat de majoritatea oamenilor.

## C
- cabal - grupare secretă care promovează anumite interese într-o comunitate sau într-un stat.
- calitatea vieții - nivelul de bunăstare materială și mentală a cetățenilor din societatea modernă, care poate fi asigurată prin respectarea unor standarde în ceea ce privește condițiile economice, de muncă, de ambient, relațiile sociale și prevenirea bolilor fizice și psihice.
- canibalism - vezi antropofagie.
- capital simbolic - formă de capital (resursă) recunoscută social, care derivă din prestigiu, onoare, respect sau legitimitate și care poate fi utilizată pentru a obține avantaje în cadrul interacțiunilor sociale.[necesită citare]
- caracter - ansamblul însușirilor fundamentale psihice-morale ale unei persoane, care se manifestă în modul de comportare, în ideile și în acțiunile sale.
- caracterologie - disciplină care se ocupă cu studiul structurii și dezvoltării caracterelor.
- carieră:

- profesie, ocupație; domeniu de activitate; timp cât cineva lucrează într-un anumit domeniu;
- etapă, treaptă în ierarhia socială sau profesională; poziție în societate, situație bună.
- carierism - tendință a unei persoane de a avansa pe scara profesională, socială sau politică prin orice mijloace.
- caritate - atitudine miloasă, plină de generozitate față de cineva; filantropie.
- casnică - femeie care se ocupă numai de gospodărie, nefiind salariată; gospodină.
- casă de copii - vezi orfelinat.
- casă de cultură - instituție culturală în care au loc diverse manifestări culturale, educative etc.
- castă:

- fiecare dintre grupurile sociale închise și strict delimitate de altele prin origine comună, prin profesie, privilegii etc, în care este împărțită societatea în unele țări orientale (India, Egipt etc);
- grup social închis care își păstrează cu strictețe privilegiile și interesele; clan , tagmă.
- categorie socială:

- pătură socială care, împreună cu clasele sociale, formează structura socială a unui stat;
- grup de persoane care au caracteristici comune de natură demografică (vârstă, sex), profesională etc.
- ceartă - schimb de cuvinte dure între două sau mai multe persoane.
- ceată - grup (neorganizat) de oameni, adunați de obicei în vederea unui scop comun.
- centralizare - metodă de coordonare unitară a activității politice și administrative a unei țări, al cărei conținut și a cărei formă sînt legate de natura sistemului social.
- centru de plasament - instituție subordonată Autorității Națională pentru Protecția Drepturilor Copilului și au rolul de aplicarea politicilor și strategiilor guvernamentale de asistență socială în vederea prevenirii și combaterii marginalizării sociale și a sărăciei.
- cerc:

- grup de oameni legați între ei prin interese comune (preocupări, convingeri, idei etc. comune, științifice, artistice sau instructiv-educative);
- grup de oameni uniți prin legături de rudenie sau de prietenie, care se frecventează des.
- ceremonial - totalitatea regulilor după care se desfășoară o ceremonie; formalitate de oficiere a unui act solemn.
- ceremonie:

- ansamblu de reguli și forme protocolare practicate la solemnități; vezi și maestru de ceremonie;
- manifestație în cinstea unei persoane; primire solemnă;
- totalitatea formelor de politețe, marcate de solemnitate, folosite în relațiile dintre membrii societății.
- cetățenie globală - conștientizarea și asumarea responsabilităților și identității individuale în cadrul unei comunități globale, în plus față de afilierea la o comunitate națională sau locală.
- chestionar - listă de întrebări alcătuită cu scopul de a obține, pe baza răspunsurilor date, informații asupra unei persoane sau a unei probleme.
- cinism - atitudine sfidătoare, de dispreț față de conveniențe și față de morală;  lipsă de credință sau speranță în umanitate.
- clasa de mijloc - segment al populației situat între clasa de jos (lucrătoare) și clasa superioară (bogată), caracterizat prin venituri medii, un nivel de educație moderat sau ridicat și o relativă stabilitate economică; este considerată coloana vertebrală a societății moderne, având un rol esențial în economie, cultură și politică.
- clasă socială -  ansamblu de persoane grupate după criterii economice, istorice și sociologice.
- clică - termen cu conotație negativă care se referă la un grup restrâns de persoane care împărtășesc interese, scopuri sau valori comune (de regulă meschine), dar care acționează de obicei în mod exclusivist și în beneficiul propriu, adesea în detrimentul colectivității[necesită citare]
- club - asociație menită să creeze membrilor săi condiții pentru desfășurarea unei anumite activități (culturale, sportive etc.) în timpul liber.
- cod:

- ansamblu de reguli privind comportarea cuiva;
- sistem de semne sau de semnale convenționale care servește la transmiterea unui mesaj, a unei comunicări.
- coeziune - legăturile sociale și sentimentele de apartenență și solidaritate care leagă membrii unei grupuri și care pot fi dezvoltate prin activități comune, comunicare și împărtășirea unor valori comune.
- colaborare - proces prin care două sau mai multe persoane sau grupuri lucrează împreună pentru a atinge un obiectiv comun și care implică folosirea unei rețele de relații mutuale și schimbul reciproc de informații, capacități, resurse și tehnologii.
- coloured - grup etnic din Africa de Sud, caracterizat prin origini mixte (africane, europene, asiatice), influențe culturale variate și conștiința apartenenței la această categorie.
- comportament gregar - modul în care indivizii dintr-un determinat grup, pot acționa împreună, fără o direcție planificată.
- conflict - aspect natural și inevitabil al vieții sociale și care se referă la tensiunile, antagonismele și confruntările care apar între indivizi, grupuri sau clase sociale, determinate de divergențe de interese, valori, resurse sau putere.

- conflictul dintre generații - tensiunile și neînțelegerile care apar între diferite generații, adesea din cauza diferențelor de valori, credințe și perspective asupra vieții, schimbărilor sociale, tehnologice și economice, care afectează modul în care fiecare generație percepe lumea și rolul său în societate.

- conformitate socială - prezența unui grup sau a altor persoane care poate determina indivizii să adopte comportamente sau opinii similare celorlalți, în încercarea de a se potrivi cu normele sau așteptările sociale ale grupului, ceea ce poate influența deciziile și acțiunile individuale.
- congruență - gradul în care comportamentul, atitudinile și valorile unei persoane sunt în concordanță cu cele ale grupului sau ale unei persoane importante din viața sa, consecință a adaptării la mediul social.
- consolidarea ideilor într-o comunitate - fenomen social, în care un concept sau o idee sunt afirmate în mod repetat într-o comunitate, indiferent dacă în sprijinul acelei idei au fost prezentate suficiente dovezi empirice sau nu.
- constrângere socială - presiunea, forța sau influența exercitată prin intermediul diferitelor instituții sociale, cum ar fi familia, școala, religia sau mass-media, precum și prin intermediul normelor și valorilor culturale asupra comportamentului indivizilor.
- conștiința de sine -   capacitatea individului de a-și recunoaște și înțelege propria identitate, rolul său în societate și relațiile sale cu ceilalți membri ai comunității.
- context social - mediul și la setul de condiții sociale în care au loc evenimente, interacțiuni sociale sau procese sociale; include structurile sociale, normele, valorile, instituțiile și relațiile sociale care influențează și modelează comportamentul și experiențele indivizilor și grupurilor într-o anumită societate sau comunitate.
- convenție socială - regulă sau un set de reguli nescrise care guvernează comportamentele și interacțiunile dintre indivizi într-o anumită societate sau grup și care acceptate în mod tacit de membrii comunității, având rolul de a asigura ordinea socială, coexistența și cooperarea; exemple: coduri vestimentare, norme de politețe.
- copiii străzii - copii fără adăpost sau abandonați și care adesea sunt supuși abuzului sau exploatării; vezi și om al străzii.
- cosmopolitism:

- (în Antichitatea greco-romană) perspectivă socială și filozofică ce promova ideea că indivizii ar trebui să se identifice nu doar cu o comunitate locală sau națională, ci să se considere membri ai unei comunități umane mai mari sau ai unui "cosmos" extins;
- orientare care promovează ideea că indivizii ar trebui să se identifice și să se simtă conectați la comunități globale mai largi, în loc să fie limitați la afilierea cu o comunitate locală sau națională.
- cuvadă⁠(en)[traduceți] - (în unele societăți primitive) rit de asistare a tatălui la nașterea copilului său, unde se comporta ca mamă, primind îngrijirile moașei, felicitările și darurile rudelor și prietenilor.

## D
- demnitate - capacitate de a impune respect, autoritate morală, prestigiu.
- discriminare pe bază de limbă (sau discriminare lingvistică) - tratamentul discriminatoriu al persoanelor pe baza limbii vorbite și a caracteristicilor vorbirii acestora; sinonim: glotofobie.
- discriminare sexuală - manifestare a inegalității de gen sub forme ca: refuzul unui loc de muncă, salarizare inechitabilă, hărțuire sexuală și alte forme de abuz (cum ar fi abuzul sexual).
- discurs de instigare la ură - manifestare verbală destinată atacării, intimidării, umilirii, discreditării sau incitării la violență ori la acțiuni care pot produce prejudicii împotriva unei persoane pe motiv de rasă, etnie, naționalitate, vârstă, religie, sex etc.
- diversitate - concept care evidențiază complexitatea și pluralitatea societății umane, recunoscând existența unei game largi de trăsături și experiențe care definesc identitățile individuale și colective.
- drepturi colective - drepturi deținute de un grup, și nu individual de membrii grupului.
- drepturi individuale - drepturile deținute de persoane individuale; chiar dacă acestea sunt de diferențiate pe grupuri.

## E
- efect de bumerang - (în teoria comunicației și a relațiilor umane; și efect de bumerang) efect invers celui scontat; situație cînd un act de ostilitate, un argument se întoarce împotriva autorului său.
- empirism social - curent sociologic din SUA care, renunțând la orice teorie, procedează la studiul direct al fenomenelor sociale concrete pe baza unor ipoteze restrânse.
- enculturație - procesul prin care indivizii dobândesc cunoștințe, valori, obiceiuri și comportamente specifice unei anumite culturi sau societăți și care se realizează prin intermediul socializării și învățării; vezi și: adaptare la mediul social, integrare.
- etichetă - reguli convenționale de comportare (politicoasă), folosite în viața cotidiană.
- etnocentrism - termen care descrie tendința de a judeca o altă cultură în raport cu propria cultură și a considera valorile celei din urmă drept superioare - în special cu privire la limbaj, comportament, obiceiuri și religie.
- exogamie - căsătorie între parteneri care nu aparțin aceluiași grup social (vezi și endogamie).
- experiment social⁠(d) - metodă de cercetare care implică observarea și analiza comportamentului uman într-un context social, adesea prin crearea unor scenarii controlate sau prin manipularea variabilelor sociale pentru a studia reacțiile și interacțiunile oamenilor.

## F
- familie - formă socială de bază, întemeiată prin căsătorie, care constă din soț, soție și descendenții lor.
- feminism - mișcare socială care susține egalitatea în drepturi a femeii cu bărbatul în toate domenile de activitate.
- fenomen social⁠(d) - eveniment, proces sau comportament care apare în societate și implică interacțiunea dintre oameni; exemple: tendințe demografice, comportamente colective, probleme sociale, schimbări culturale, crize economice.
- ficțiune comună - termen introdus de Yuval Noah Harari, referindu-se la narațiuni colective sau convenții sociale pe care oamenii le acceptă ca fiind reale, chiar dacă nu au o existență obiectivă, dar care sunt importante pentru coeziunea socială și pentru modul în care indivizii și grupurile se organizează în societate, exemple în acest sens fiind conceptele de stat, bani, drepturi sau alte instituții și norme care există doar pentru că oamenii cred în ele și le respectă.
- filantropie -  acțiune de binefacere întreprinsă în folosul oamenilor săraci sau defavorizați.
- flapper - generație de tinere femei din anii 1920, care purtau fuste scurte, își tundeau părul bob, ascultau muzică jazz și manifestau dispreț față de normele sociale.
- flashmob - adunare foarte scurtă într-un loc public, participanții efectuând o anumită acțiune neobișnuită pentru o durată scurtă de timp (de obicei câteva minute), după care grupul se împrăștie.
- fond - totalitatea trăsăturilor esențiale ale caracterului unei persoane (sub aspectul lor pozitiv).

## G
- generația beat - mișcare socială a tinerilor din SUA, în anii 1950, consecință a deziluziei provocate de tensiunile politice internaționale, care s-a manifestat printr-o reacție împotriva valorilor tradiționale și a modului de trai din societatea modernă industrializată, printr-o atitudine de respingere a convențiilor sociale, prin îmbrăcăminte extravagantă și consum de droguri.
- generație:

- totalitate a oamenilor (dintr-o comunitate socială dată) care au aproximativ aceeași vârstă;
- perioadă de timp care desparte vârsta tatălui de cea a fiului.
- generație culturală - grup de oameni născuți într-o perioadă relativ apropiată care împărtășesc experiențe culturale, istorice, sociale și tehnologice similare; exemple: generația Alfa, generația X, milenialii.

- glotofobie - vezi discriminare pe bază de limbă.
- grup social - mai multe persoane care interacționează între ele, care împărtășesc o identitate comună și care se percepe ca fiind o unitate distinctă în cadrul societății mai largi.

## H
- habitus:

- sistem de dispoziții care permit individului să reacționeze și să se adapteze la situațiile sociale în care se găsesc, incluzând modul de gândire, emoțiile, comportamentul și modul de a utiliza corpul;
- mod de a vedea lumea și de a acționa în lume care este format de structurile sociale, precum clasa socială, educația, ocupația și alte experiențe de viață.
- hegemonie culturală⁠(d) - dominația exercitată de un grup social sau o clasă socială prin intermediul controlului asupra culturii și a valorilor culturale.
- heteronormativitate - formă de discriminare care consideră că heterosexualitatea este norma și că orice altă formă de sexualitate sau identitate de gen este deviantă sau anormală.
- hipster - membru al subculturii urbane, care se distinge prin atitudinea alternativă⁠(d) și de contracultură, precum și prin modul de viață⁠(d), muzică, modă (vintage⁠(d) sau retro⁠(d)) și alte aspecte culturale.
- Homo academicus⁠(d) - concept introdus de Pierre Bourdieu care descrie un tipar de comportament întâlnit în mediile academice, care implică un stil de viață dedicat studiului și dezvoltării profesionale.
- homogamie⁠(d) - tendința oamenilor de a se căsători sau de a avea relații romantice cu oameni care sunt asemănători lor din punct de vedere social, cultural sau economic.

## I
- identitate - felul în care o persoană se definește și se percepe pe sine în cadrul unei societăți sau a unui grup social și care conține trăsături personale și sociale, cum ar fi vârsta, genul, ocupația, apartenența etnică sau rasială, religia și multe altele.

- identitate națională - ansamblul particularităților comune care stau la baza coeziunii sau solidarității unui grup de persoane în jurul ideii de națiune.

- imagologie - ramură a sociopsihologiei care cercetează sistematic reprezentările pe care popoarele sau clasele sociale le au despre ele însele și despre alte popoare.
- indice de îmbătrânire - indicator statistic⁠(d) ce arată proporția dintre populația vârstnică și cea tânără într-o anumită societate sau populație.
- indigen -  termen referitor la un grup social dintr-o anumită regiune, existent înainte de colonizarea sau ocupația de către un alt grup și care posedă o istorie și o cultură distinctă.
- inegalitate de gen - situațiile în care oamenii sunt tratați în mod diferit sau nu li se acordă aceleași oportunități și drepturi din cauza sexului lor și aceasta în diferite domenii ale vieții, cum ar fi educația, ocuparea forței de muncă, salariile, accesul la servicii medicale, drepturile de reproducere, participarea politică și care conduce la discriminare sexuală.
- inegalitatea de șanse - concept care referă la faptul că unele persoane sau grupuri sociale au mai puține șanse de a reuși în viață din cauza unor diferențe inechitabile în ceea ce privește accesul la resurse, oportunități și avantaje.
- infantilism social - decalajul dintre dezvoltarea biologică și socio-culturală a unei persoane.
- infrastructură - structura, și componentele sau elementele de bază necesare pentru funcționarea unei societăți umane (legi, rețele de circulație și comunicație, oficii de muncă, școli etc.).
- integrare - procesul prin care un individ sau un grup se adaptează într-o societate sau cultură în care trăiește.
- interacțiune socială - procesele și schimburile reciproce care au loc între oameni în cadrul unei societăți sau grupuri; aceasta implică modul în care indivizii interacționează, comunică, influențează și își creează legături reciproce în diferite contexte sociale și culturale.
- interes:

- categorie psihosociologică, care desemnează moduri de raportare a indivizilor sau grupurilor față de societate, grupuri, materializate în așteptări, cerințe, opinii, atutudini;
-  preocupare de a obține un succes, un avantaj; râvnă depusă într-o acțiune pentru satisfacerea anumitor necesități.
- intersecționalitate - studiul de identități sociale, care analizează modul în care interacționează diferite categorii biologice, sociale și culturale.
- intimitate - capacitatea unui individ sau a unui grup de a se izola sau de a izola informația despre ei înșiși, exprimându-se astfel selectiv.
- intruziune - acțiunea de a se introduce fără drept într-o societate, într-o funcție etc.

## Î
- îmbătrânirea populației⁠(d) - creșterea proporției de persoane în vârstă într-o populație, în comparație cu numărul de persoane tinere sau de vârstă mijlocie, fenomen care are loc atunci când speranța de viață a unei societăți se extinde, iar numărul de copii născuți scade; este măsurată prin doi indicatori: indicele de îmbătrânire și raportul de dependență.
- îndoctrinare - ansamblul de măsuri, de practici educaționale și de propagandă adoptate de o autoritate, cu scopul de a insufla anumite valori sau moduri de gândire subiecților cărora le sunt adresate.
- înfiere - vezi adopție.
- îngrijirea copilului - asigurarea de servicii publice, private, individuale sau colective prin care se satisfac nevoile părinților și ale copiilor.

## L
- linie ascendentă - linie genealogică ce suie de la fiu la părinți etc.

## M
- maestru de ceremonie (sau de ceremonii) - persoană desemnată să dirijeze desfășurarea unei solemnități conform protocolului.
- mainstream - vezi trend majoritar.
- maniere - comportamentele, gesturile, limbajul și alte forme de expresie care sunt considerate adecvate și acceptate într-o anumită societate sau cultură.
- mansplaining⁠(d) - comportamentul în care un bărbat explică ceva unei femei într-un mod condescendent, considerând că femeia nu poate înțelege subiectul respectiv pe cont propriu.
- marginalizare - procesul prin care anumite grupuri sau indivizi sunt excluși sau poziționați la periferia societății, fiind lipsiți de acces la resurse, oportunități, drepturi și participare socială egală.
- matriarhat - perioadă din Comuna primitivă, caracterizată prin stabilirea descendenței în linie maternă și prin faptul că femeia avea rolul predominant în viața economică și socială.
- memorie colectivă⁠(d) - ansamblul de cunoștințe, experiențe, tradiții, ritualuri și istorii transmise din generație în generație în cadrul unei comunități sau societăți și care reflectă modul în care aceasta își înțelege trecutul și îl transmite mai departe pentru a influența prezentul și viitorul.
- mentalitate⁠(d):

- setul de credințe, atitudini, valori și opinii pe care le au indivizii sau grupurile sociale într-un anumit context cultural sau istoric;
- perspectivă sau o abordare a lumii, care poate influența comportamentul și acțiunile individului sau grupului social.
- migrație de înlocuire - tip de migrație care contribuie la echilibrarea piramidei populației prin primirea într-o țară a unui număr de migranți și care poate fi o soluție pentru compensarea costurilor economice ale îmbătrânirii demografice.
- minoritate - grup social aflat într-o poziție de inferioritate numerică sau subordonare în raport cu majoritatea sau care poate fi definit în funcție de diferite caracteristici, cum ar fi etnia, religia, orientarea sexuală, genul, dizabilitățile etc.

- minoritate etnică - populație distincte de populația majoritară a unui stat din punct de vedere etnic, lingvistic și religios.

- mobilitate orizontală⁠(d) - mișcarea indivizilor sau grupurilor între poziții sociale sau ocupaționale similare, fără a implica o schimbare semnificativă în statutul social; exemplu: o persoană care se mută dintr-un oraș în altul pentru un loc de muncă similar.[necesită citare]
- mobilitate verticală⁠(d) - mișcarea indivizilor sau grupurilor între clase sociale sau niveluri de statut social diferite, implicând o schimbare semnificativă în poziția socială.[necesită citare]
- moravuri - ansamblu de obiceiuri și practici ce caracterizează un individ sau o societate.
- morfologie socială - (termen creat de Émile Durkheim) partea a sociologiei care studiază "substratul" material, adică volumul și densitatea diferitelor grupuri ce constituie o colectivitate dată.

## N
- nesiguranță - starea în care ajunge o persoană când își pierde încrederea în sine ori în entitatea care face obiectul credinței acesteia.
- nivel de trai - vezi standard de viață.
- norme - reguli sau modele de conduită proprii unui grup sau unei societăți date și a căror nerespectare antrenează sancțiuni.

- norme sociale - așteptările și regulile de comportament care sunt acceptate și împărtășite de membrii unei societăți sau grup social și care sunt considerate a fi reguli sau standarde, iar încălcarea lor poate duce la consecințe negative, cum ar fi respingerea socială; vezi și presiune socială.

- nume (de persoană) - element fundamental de identificare individuală și socială, care include numele de familie și prenumele, facilitând integrarea și recunoașterea unei persoane într-o comunitate.

- nume la naștere - numele oficial înregistrat al unei persoane la momentul nașterii, care poate include numele de familie, prenumele sau întregul nume, chiar dacă ulterior acesta este schimbat (de exemplu, în urma căsătoriei) sau diferă de cel sub care este cunoscută persoana.

## O
- obicei - model de comportament, determinat cultural, care orientează și controlează anumite acțiuni și relații sociale în colectivitățile umane.
- om al străzii - persoană defavorizată, fără locuință, exclusă de la serviciile publice sociale și medicale (ajutor social, cantină socială, sistemul asigurărilor de sănătate etc.); vezi și copiii străzii.
- om de cultură - persoană cu un nivel intelectual ridicat, care posedă cunoștințe universale temeinice.
- omogenitate:

- caracteristică a grupurilor determinată de asemănarea indivizilor după anumite capacități și calități de ordin social;
- unitate moral-politică a grupurilor sociale, bazată pe comunitatea de interese, idealuri și acțiune.
- onoare:

- integritate morală, probitate, corectitudine; demnitate, cinste.
- manifestare a stimei, a considerației pentru cineva, exprimată prin semne de cinstire, de respect.
- opinie publică - fenomen de natură psiho-socială, care exprimă aprecierile, opțiunile grupurilor sociale în raport cu fapte, evenimente din viața politică, socială etc.
- orfan - copil ai cărui părinți au murit, sunt necunoscuți sau l-au abandonat definitiv.

- orfan social - copil de care nu are grijă nici un adult, chiar dacă unul sau ambii părinți sunt încă în viață.

- orfelinat - așezământ, instituție de ocrotire socială pentru creșterea copiilor orfani; altă denumire: casă de copii.
- orientare sociometrică - modul în care oamenii sunt percepuți și apreciați de ceilalți membri ai grupului, măsurat prin intermediul tehnicilor sociometrice, cum ar fi chestionarele sociometrice sau analiza rețelelor sociale⁠(d), care evaluează interacțiunile dintre membrii grupului și stabilesc gradele de afinitate, colaborare, recunoaștere sau excludere între aceștia.

## P
- patriarhat:

-  formă de organizare socială, în care gradele de rudenie sînt socotite în linie masculină, iar bărbatul este considerat șeful familiei;
- sistem social în care bărbații dețin majoritatea puterii în domeniile sociale, politice, economice și religioase ale vieții și în care au autoritate morală și control asupra proprietății.
- părinte singur - persoană care locuiește fără partener(ă) și care are răspunderea îngrijirii zilnice a unuia sau a mai multor copii dependenți.
- personal esențial - categorie de lucrători care joacă un rol fundamental în menținerea funcționării de bază a societății, în special în timpul unor crize sau situații de urgență; include indivizi și grupuri de muncitori ale căror sarcini și responsabilități sunt considerate vitale pentru bunăstarea colectivă, securitatea și stabilitatea socială.
- piramida vârstelor - diagramă prin care se reprezintă, simetric pentru cele două sexe, numărul de locuitori, pe grupe de vârstă de la 0 la peste 90 de ani, iar pe scara orizontală numărul de persoane din fiecare grupă.
- plafon de sticlă - termen utilizat pentru a reprezenta o barieră invizibilă ce împiedică un anumită categorie socială (de obicei minorități) de a depăși un anumit nivel într-o ierarhie; vezi și stâncă de sticlă.
- pluralism - doctrină care consideră că pentru felul în care societatea și fenomenele sociale se prezintă la un moment dat, există nu o singură cauză (monism), nici două cauze (dualism), ci o multitudine de cauze.
- polemologie - ramură a sociologiei care studiază cauzele și consecințele sociale ale războiului și păcii în calitatea lor de fapte sociale, de proprietăți ale sistemelor sociale.
- poziție:

- condiție, situație, stare în care se găsește cineva;
- situație (înaltă) pe care o are cineva în viața publică; rang, treaptă.
- presiune socială⁠(d) - influența exercitată de ceilalți membri ai unei grupuri sau societăți asupra comportamentului și a gândirii individului; aceasta poate fi sub formă de norme sociale, așteptări și standarde sociale, valori culturale sau presiunea pentru conformitate.
- prestigiu - autoritate deosebită de care se bucură cineva sau ceva datorită însușirilor sale morale, cunoștințelor, talentului, situației sociale, unor trăsături specifice pregnante etc.

## R
- raport de dependență - indicator demografic ce arată proporția dintre populația dependentă și populația activă sau economic activă dintr-o anumită societate.
- rasă umană - concept controversat din punct de vedere științific, care împarte oamenii după anumite caracteristici biologice, cum ar fi culoarea pielii, textura părului, forma feței etc.
- rasism - formă de discriminare bazată pe ideea că anumite rase sau grupuri etnice sunt superioare altora.
- relație - interacțiune sau legătură între două sau mai multe persoane, grupuri sau instituții.
- reprezentare - modul în care anumite grupuri sau categorii de oameni sunt prezentate în societate, de exemplu în mass-media sau în cultura populară.
- respect - atitudine și sentiment de deferență dictat de stima, considerația, cinstirea sau prețuirea acordată unei persoane dau unui lucru; vezi și onoare.
- revoluție socială - acțiune socială de transformare radicală, calitativă a societății, prin care se realizează trecerea de la o formațiune inferioară la alta superioară.
- rețea socială⁠(d)[1] - set de interacțiuni sociale dintre un grup de indivizi, organizații sau alte unități sociale, care se caracterizează prin conexiuni reciproce: prietenii, membrii familiei, colegii de muncă, parteneri de afaceri sau alte tipuri de relații.
- rol - termen care se referă la comportamentele și atribuțiile asociate cu o poziție sau statut social, cum ar fi rolul de părinte, rolul de angajat sau rolul de gen.

- rol de gen - ansamblul atitudinilor și comportamentelor dominante pe care societatea le asociază cu fiecare sex.

## S
- senior - persoană mai în vârstă.
- serofobie - prejudecată care constă în teama, respingerea și discriminarea împotriva persoanelor infectate cu HIV.
- servicii sociale - ansamblul de măsuri guvernamentale, destinate susținerii indivizilor sau grupurilor cu probleme economice sau sociale.
- serviciu public de asistență socială (SPAS) - instituție subordonată primăriei care desfăoară activități legate de persoane în vârstă, fără adăpost, mame cu minori aflate în dificultate, copii care sunt supuși riscului de abandon etc.
- socializare de gen - componentă a procesului general de socializare și de manifestare a identității de gen, prin care se învață, se asimilează și se transmit normele de gen considerate potrivite din punct de vedere social și cultural.
- societatea preindustrială - etapă de organizare socială și economică dinaintea revoluției industriale, caracterizată prin metode tradiționale de producție⁠(d) și o structură socială predominant agrară, organizată în comunități mici, rurale, cu relații sociale strânse.
- societate de binefacere - asociație care are ca scop ajutorarea celor aflați în nevoie.
- societate tradițională - societate care se bazează pe tradițiile de natură culturală, lingvistică, socială, economică și religioasă ale membrilor, în opoziție cu societatea industrială.
- sociogramă - metodă sociologică de reprezentare grafică, pe bază de teste sociometrice, a relațiilor existente între membrii unui microgrup social; reprezentare grafică a evoluției unui fenomen social.
- sociologie - știință care se ocupă cu studiul descrierii structurii și fiziologiei societății, al relațiilor interumane în cadrul grupurilor sociale, precum și al instituțiilor din societatea dată.

- sociologie a artei - ramură a sociologiei care se ocupă cu studierea fenomenului artistic ca fenomen social.
-  sociologie a genului - ramură a sociologiei care analizează dinamica de gen.
- sociologie a Internetului - știință care aplică teoriile și metodele sociologice asupra Internetului, văzut ca sursă de informație și comunicare.
- sociologie a limbajului - disciplină sociologică care folosește faptele de limbă ca indici ai delimitărilor sociale.
- sociologie feministă - ramură a sociologiei bazată pe o perspectivă feministă.

- sondaj - anchetă care permite pe baza unui eșantion reprezentativ sã se cunoască părerea cetățenilor privind o problemă sau o personalitate.

- sondaj de opinie - metodă psihologică folosită în vederea cunoașterii opiniei membrilor societății privind chestiuni (economice, politice, culturale, electorale etc.) devenite importante la un moment dat.

- SPAS - vezi serviciu public de asistență socială.
- speranța de viață - durata medie de viață a indivizilor într-o anumită societate, măsură a calității vieții populației.
- spirala tăcerii - termen care se referă la presiunea socială pe care o resimt indivizii unui grup minoritar (sau pe care mass-media îi prezintă ca fiind minoritari față de curentul dominant din societate) și care-i determină să-și ascundă punctele de vedere, temându-se de izolare socială.
- spirit de contradicție - tendință a unor oameni de a contrazice pe ceilalți.
- standard de viață - nivelul de bunăstare și de calitate a vieții unei persoane sau a unei comunități și care este influențat de o serie de factori, inclusiv nivelul de venit, accesul la resurse și servicii, nivelul de educație și de sănătate, calitatea locuințelor, a alimentelor și a apei și nivelul de siguranță și securitate; sinonim: nivel de trai.
- status social - poziția sau locul pe care o persoană îl ocupă în cadrul unei societăți sau a unui grup social, în funcție de diferite criterii, cum ar fi ocupația, educația, venitul, apartenența etnică sau rasială, vârsta, genul și altele.
- stâncă de sticlă - fenomenul în care persoanele din anumite grupuri subreprezentate, cum ar fi femeile sau membrii unor minorități etnice, sunt adesea alese sau promovate în poziții de conducere în situații dificile sau critice; vezi și plafon de sticlă.
- stereotip - convingerea supra-generalizată cu privire la o anumită categorie de oameni.

- stereotip de gen - idei preconcepute potrivit cărora femeile și bărbații au caracteristici și roluri determinate și limitate în funcție de gen.

- stigmatizare - atragere a disprețului public asupra cuiva sau a ceva, prin dezvăluirea unor fapte, a unor manifestări, a unor trăsături reprobabile.
- stratificare de gen - proces social prin care diferențele între femei și bărbați, între feminitate și masculinitate sunt sistematic ierarhizate și evaluate.
- structură - mod de organizare a societății din punct de vedere economic, social, politic și cultural; orânduire.
- studii de gen - domeniu de studiu interdisciplinar orientat spre identitatea de gen și reprezentarea gender ca și categorii centrale de analiză.
- sugar - copil în primele luni de viață; sinonim: bebeluș.
- supraaglomerare -  situația în care densitatea populației într-un anumit spațiu depășește limita considerată acceptabilă în funcție de normele sociale, culturale și de siguranță ale comunității respective, ceea ce afectează negativ calitatea vieții, interacțiunile sociale, sănătatea fizică și mentală, siguranța și accesul la resurse esențiale.
- suprastructură - totalitatea ideilor, a concepțiilor, a mentalităților produse la nivelul psihologiei sociale și al ideologiei împreună cu instituțiile și organizațiile în care acestea sunt structurate și care sunt generate pe bază economică.

## Ș
- șovinism masculin - concepție misogină care susține superioritatea oricărui bărbat asupra oricărei femei, doar pe baza apartenenței la un sex.

## T
- teledon - colectare de fonduri difuzată la televizor, pentru acțiuni caritabile, politică sau altă cauză nobilă.
- teoria jocurilor de rol - domeniu sociologic care studiază modul în care jocurile de rol influențează și sunt influențate de societatea în care sunt create și jucate; se analizează cum jocurile de rol facilitează interacțiunea socială, pot contribui la construirea identității personale, cum reflectă cultura și ideologia societății în care sunt create sau cum pot fi folosite ca instrument educațional.
- teoria violenței - teorie sociologică potrivit căreia inegalitatea socială își are geneza în folosirea, pe o anumită treaptă a dezvoltării, a violenței de către unii oameni împotriva altora.
- Tezaur Uman Viu - titlul onorific acordat unor persoane de către Ministerul Culturii din România pentru salvgardarea, păstrarea și transmiterea patrimoniului cultural imaterial.
- traumă colectivă⁠(d) - formă de suferință psihosocială profundă trăită de un grup mare de oameni – o comunitate, un popor, o națiune sau un grup social – ca urmare a unui eveniment extrem de violent, distructiv sau destabilizator, cum ar fi războiul, genocidul, dictatura, colonizarea, terorismul, migrația forțată⁠(d) sau dezastrele naturale majore.
- trend majoritar - aliniere a majorității unui grup de oameni sau a unor întregi societăți umane la modele de comportament, de valori, de stil comune majorității acestora; sinonim în engleză: mainstream.

## U
- urbanitate - o serie de norme, valori și comportamente care sunt considerate adecvate pentru oamenii care trăiesc în mediul urban, cum ar fi: respectarea regulilor de conviețuire în spațiul public, toleranța față de diversitatea culturală⁠(d), respectul față de intimitatea și spațiul personal al celorlalți, atitudinea pozitivă față de schimbare și inovație, și un anumit nivel de sofisticare sau rafinament în modul de a comunica și a interacționa cu ceilalți.

## V
- validitate - gradul în care un instrument de cercetare sociologică (cum ar fi un chestionar sau un interviu) măsoară exact ceea ce intenționează să măsoare.
- valoare - concept care se referă la idealurile, obiectivele și standardele considerate importante și dorite de către o anumită societate sau cultură.
- variație - terman care se referă la diferențele sau diversitatea care există între oameni, grupuri sau societăți în ceea ce privește comportamentele, atitudinile, normele și alte aspecte culturale și sociale.
- violență - formă de acțiune care cauzează daune fizice sau psihice oamenilor sau proprietăților, și poate include agresiunea, abuzul, terorismul, războiul și alte forme de conflict.
- virtute ostentativă - manifestarea excesivă și exagerată a comportamentelor considerate virtuoase sau morale, cu scopul de a impresiona sau a câștiga admirația altora.

## W
- woke - atitudine de conștientizare și o sensibilizare față de problemele sociale și de nedreptatea care există în societate, asociată cu idei precum empatia și susținerea drepturilor civile.

## Y
- YOLO - acronim de la You only live once (Trăiești doar o dată) ce reprezintă modul de viață și cultură a unor grupuri de tineri, inventat de către cântărețul american Drake.